# Estetica

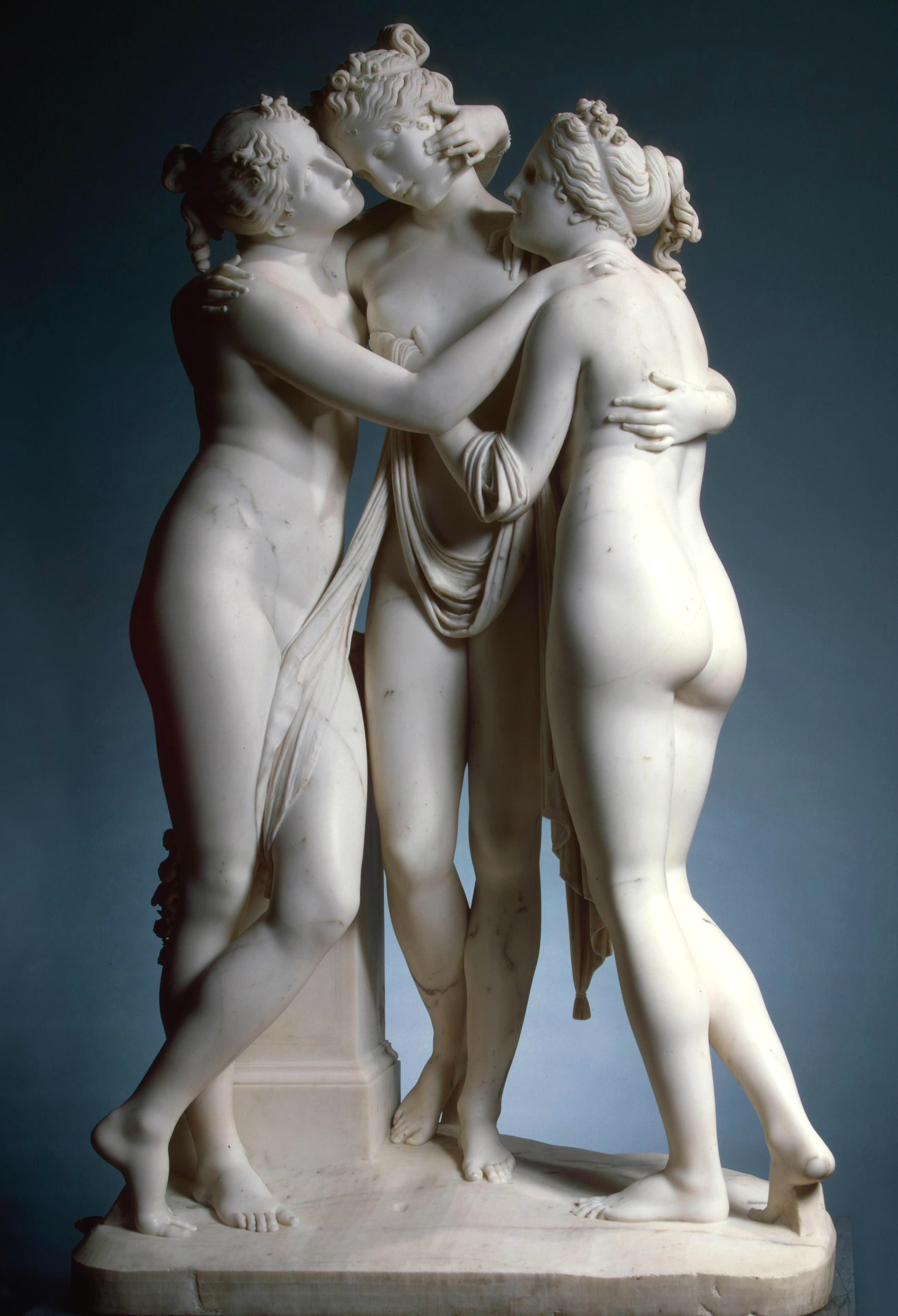
Le tre Grazie di Antonio Canova (1817), tra gli esempi più rispondenti ai canoni dell'estetica neoclassica.

L'estetica denota sia l'esperienza sensibile del bello, sia la teoria che ne codifica i criteri attraverso una dottrina del giudizio o del sentimento di piacere, fino a diventare in età moderna un settore della filosofia incentrato sulla conoscenza della bellezza naturale o artistica.

## Etimologia
La parola latina aesthetica ha origine dalla parola greca αἴσθησις, che significa "sensazione", e dal verbo αἰσθάνομαι, che significa "percepire attraverso la mediazione del senso". Originariamente l'estetica infatti non è una parte a sé stante della filosofia, ma l'aspetto della conoscenza che riguarda l'uso dei sensi.
Il filosofo tedesco Alexander Gottlieb Baumgarten, pubblicò il trattato Aesthetica nel 1750, usando peraltro un termine già da lui coniato nel 1735 nella sua tesi di laurea intitolata Meditazioni filosofiche su argomenti concernenti la poesia.

## Storia

### Grecia ed ellenismo
La civiltà greca fu forse il primo ambito culturale nel quale le attività artistiche acquistarono una loro definizione, tale da distinguerle dalle comuni attività della vita sociale; tuttavia erano concepite in modo molto diverso da oggi: il termine usato per la produzione di oggetti artistici era infatti il generico téchne, che indicava ogni operazione dell'uomo tesa a modificare e trasformare le cose di natura, e più in generale tutto ciò che era identificabile come artificio non naturale. Venivano definite e accomunate da questo termine tanto ciò che per noi oggi è comunemente l'arte quanto ciò che noi distinguiamo come artigianato, e addirittura la furbizia e la frode potevano essere considerate delle technai. Soltanto abbastanza tardi venne coniato lo specificativo technai eleutheriai. Ma la téchne si esprimeva anche come un "fare" umano al di fuori delle esigenze quotidiane e, in tal senso, era il verbo poiein ad indicare ciò, mentre il derivato poiesis designava l'attività artistica in generale. All'interno delle technai eleutheriai vennero a poco a poco raccolte tutte quelle forme espressive concernenti le nostre cosiddette arti visive (quali architettura, scultura, pittura), quelle letterarie e quelle dello spettacolo. Le Olimpiadi erano occasioni in cui sia i professionisti che gli intellettuali dilettanti potevano cimentarsi in tali attività, oltre che nello sport.
Per Platone arte e scienza vanno valutate sullo stesso piano in quanto tentativi di rappresentazione dell'idea del bello nel primo caso, della verità nel secondo. Platone però non inserì l'arte tra le discipline di educazione sociale, poiché essa eccita la passione invece di disciplinarla. Inoltre l'arte, vista come tentativo di imitazione della natura, ne è solo una incompleta rappresentazione, che si allontana dall'idea del bello, in quanto copia della copia.
Per tutta l'antichità e per molti secoli a venire, l'arte, in tutta la sua produzione, fu imitazione della natura. Aristotele, nella sua Poetica, ne evidenziò il rapporto, indicando come da questa attività l'uomo tragga insegnamento e diletto.
Aristotele, a differenza di Platone, evidenziò inoltre come la creazione dell'opera d'arte permetta la materializzazione dell'idea e quindi la sua manifestazione. Quest'idea però scaturisce esclusivamente dalla mente dell'artista e non può essere equiparata alla concezione platonica di bellezza assoluta.
Fatto salvo il Trattato del Sublime, di incerta attribuzione, che descrive i sentimenti connessi con l'uso di particolari artifici retorici, un ultimo tentativo di rilievo che portò la teoria dell'arte fino al Medioevo è quello della filosofia di Plotino, che ristabiliva il collegamento tra opera d'arte e regno delle idee, supponendo una visione interiore, già espressa anche da Platone, che permette all'artista di attingere dalla forma ideale del bello la sua rappresentazione materiale. La teoria estetica è riportata nel corpus Dyonisianum dello Pseudo-Dionigi l'Areopagita. Anche questo tentativo portò comunque al conflitto per cui la bellezza assoluta non può essere contaminata dalla materia dell'opera prodotta, evidenziando ulteriormente il valore negativo del procedimento artistico.
Nel Medioevo, Tommaso d'Aquino definisce l'opera d'arte in sé né morale né immorale. Essa diventa morale solo se aiuta l'uomo nel suo perfezionamento e immorale se ve lo distoglie. Come in Platone, l'arte distingue un bello "formale", che si ferma alla sola bellezza, e un bello "integrale", che partecipa nel contempo alla bellezza e al bene.

### L'età moderna e lo studio dell'estetica
La nascita dell'estetica si fa di solito risalire al 1750 con la pubblicazione del libro Aesthetica da parte di Alexander Gottlieb Baumgarten, che la definì come "scienza del Bello, delle arti liberali e gnoseologia inferiore, sorella della Logica". In pratica, essa era preposta allo studio dei concetti di Bello come categoria a sé stante e con propri criteri di valore; delle arti liberali, ovvero delle attività oggi definite come artistiche, ad esempio la pittura o la danza; infine, si trattava anche di una "gnoseologia inferiore", in quanto era intesa come studio delle percezioni sensibili, della conoscenza ottenibile attraverso i sensi, opposta e complementare a quella ottenibile attraverso la mente: il termine greco "aisthesis", difatti, indica le informazioni ricevute attraverso i sensi, o il corpo, e da questo termine Baumgarten deriva il neologismo "aesthetica".
L'estetica nell'illuminismo trova in Denis Diderot l'abbandono degli schemi idealistici, dato che il senso estetico e la bellezza divengono per lui il frutto di un “rapporto” tra l'oggetto artistico e chi lo percepisce con la propria sensibilità individuale. In questo modo l'“estetico” non è più l'oggetto in sé, ma il “rapporto” soggetto-oggetto. Questo rapporto ha delle tipologie estremamente variabili, pluralistiche, non prive di casualità. Sono perciò tali rapporti a fondare il bello in generale, mentre ogni singolo bello particolare (di ogni oggetto artistico) non è riferibile ad alcuno degli schemi codificati di bellezza. Nel Traité du Beau Diderot precisa il suo pensiero relativamente al “bello” con un'ulteriore relativizzazione, conferendo una base filosofica all'estetica che è lontana sia dal sensismo puro che dall'astrazione intellettualistica.
Immanuel Kant tratta dell'"estetica trascendentale" nella Critica della ragion pura come dottrina della percezione sensibile, basata sulle funzioni trascendentali. Riprende poi il termine «estetica» nella Critica del Giudizio nel 1790, in cui fonda il giudizio di gusto su quello "riflettente", attribuendo al concetto di «libero gioco delle facoltà», che si eserciterebbe in modo esemplare nel giudizio di un oggetto artistico, il compito di completare, per così dire, la dottrina della conoscenza inaugurata con la Critica della ragion pura. A proposito del "giudizio estetico", egli espone la sua teoria sul bello soggettivo e su quello naturale che si esprime nel sentimento del sublime. Nello specifico, trattando della teoria dell'arte bella, Kant fa appunto riconfluire nell'estetica i due filoni di pensiero sull'arte e sul bello, fondendo perciò insieme la semplice dottrina della sensibilità antica e il discorso settecentesco sull'arte e sul sentimento del bello (e del sublime), e gettando di fatto le basi dell'estetica moderna.
Se in seguito Friedrich Schelling supera le premesse dell'estetica kantiana facendo dell'estetica una vera e propria filosofia dell'arte, Hegel, con la sua Estetica, ufficializza finalmente l'ambito di studi inaugurato anni prima da Baumgarten, ma solo al prezzo della riduzione dell'arte a oggetto ideale, destinato a sublimare nel concetto filosofico e quindi a venirne progressivamente soppiantato. Hegel salderà ulteriormente tra loro l'arte e la riflessione filosofica, pronunciando la celebre sentenza secondo cui l'arte si sarebbe dovuta prossimamente estinguere nel suo concetto, cosa che le avanguardie e le transavanguardie novecentesche hanno poi puntualmente inverato, sebbene a più di un secolo di distanza.

### L'estetica contemporanea
Dopo la stagione della fenomenologia, gli ultimi decenni di ricerca estetologica sono stati caratterizzati da una riconsiderazione della storia della disciplina che è sfociata nel superamento e nell'abbandono dei paradigmi ereditati dal Settecento e dall'Ottocento, anche grazie ai contributi fondamentali di Martin Heidegger e di Hans-Georg Gadamer. In particolare, si sono distinte due diverse - e per molti versi opposte - scuole di pensiero: l'estetica analitica americana e l'estetica continentale. Se la prima si è dedicata a un'analisi delle condizioni di esistenza dell'arte, concentrando i propri sforzi sulla sua caratterizzazione concettuale, la seconda ne ha invece tratteggiato i presupposti storico-culturali, culminando nella riattualizzazione dell'estetica come "percettologia", cioè come scienza della percezione, che non ha più a che fare in modo precipuo o esclusivo con l'arte (si vedano, per quest'ultima accezione, i lavori di Maurizio Ferraris). Secondo l'approccio di Susanne K. Langer, invece, l'esperienza estetica entra nel processo della conoscenza umana e, nello specifico, esiste una relazione tra arte, linguaggio e pensiero simbolico. Un ultimo accenno va fatto anche alla neuroestetica, disciplina recente e di confine che applica al campo artistico le tecniche di brain imaging sviluppate nell'ambito delle neuroscienze.
È grazie all'opera di Emilio Garroni che l'estetica diviene una "filosofia non speciale" ovvero una filosofia che ricerca, grazie ed attraverso l'indagine trascendentale sull'esperienza artistica, le condizioni dell'esperienza in genere. Importanti sono gli studi di estetica condotti dai filosofi Stefano Zecchi ed Elio Franzini.

## Autori importanti e loro opere
| Nome | Periodo | Titolo |
| --- | --- | --- |
| Platone Aristotele Orazio Anonimo Plotino Agostino d'Ippona Pseudo-Dionigi Yves-Marie André Giambattista Vico Alexander G. Baumgarten Edmund Burke Immanuel Kant Friedrich Schiller G. W. F. Hegel Arthur Schopenhauer Ralph Waldo Emerson Friedrich Nietzsche Benedetto Croce Giovanni Gentile John Dewey Martin Heidegger Walter Benjamin Maurice Merleau-Ponty Nelson Goodman Theodor W. Adorno Cvetan Todorov Gérard Genette | (428/427–348/347 a.C.) (384/383–322 a.C.) (65 a.C. – 8 a.C.) (I secolo d.C.) (203/205 – 270) (354 – 430) (V o VI secolo) (1668 – 1764) (1675 – 1764) (1714 – 1762) (1729 – 1797) (1724 – 1804) (1759 – 1805) (1770 – 1831) (1788 – 1860) (1803 – 1882) (1844 – 1800) (1866 – 1952) (1875 – 1944) (1859 – 1952) (1889 – 1976) (1892 – 1940) (1908 – 1961) (1906 – 1998) (1903 – 1969) (1939 – 2017) (1930 – 2018) | Repubblica, Ione Poetica Ars poetica Trattato del Sublime Enneadi (I, 6, Il Bello e V, 8 Il Bello intelligibile) De musica, De ordine Corpus Dionysianum Essai sur le beau (1715) Princìpi di Scienza nuova d'intorno alla comune natura delle nazioni (1725) Aesthetica (1750) Un'indagine filosofica sull'origine delle nostre idee di Sublime e Bello (1757) Critica del Giudizio (1790) Kallias, o della bellezza (1794); Lettere sull'educazione estetica dell'uomo (1795); Sulla poesia ingenua e sentimentale Estetica (1835) Il mondo come volontà e rappresentazione (1818) Natura (1836), Arte (1842), Il poeta (1844), Maniere (1844), Bellezza (1860) La nascita della tragedia dallo spirito della musica (1872) Estetica come scienza dell'espressione e linguistica generale (1902) La filosofia dell'arte (1931) L'arte come esperienza (1934) L'origine dell'opera d'arte (1935) L'opera d'arte nell'epoca della sua riproducibilità tecnica (1936-1937) L'occhio e lo spirito (1964) I linguaggi dell'arte (1968) Teoria estetica (1970) La letteratura fantastica (1970) L'opera dell'arte (1997) |